# 尼古拉斯·爱德华·布朗
尼古拉斯·爱德华·布朗（Nicholas Edward Brown，1849年7月11日，薩里郡紅山-1934年11月25日，倫敦邱園）为英国植物分类学家及多肉植物权威。1873年進入倫敦邱園工作。妻子是邱園植物學家托馬斯·庫珀的女兒。